# Paratrichophaea macrocystis
Paratrichophaea macrocystis är en svampart som beskrevs av Trigaux 1985. Paratrichophaea macrocystis ingår i släktet Paratrichophaea och familjen Pyronemataceae.   Inga underarter finns listade i Catalogue of Life.